# Prava lakota
Prava lakota (znanstveno ime Galium verum) je zelnata trajnica iz družine broščevk, ki je razširjena skoraj po celi Evropi, pa tudi po Severni Afriki in v zmernem pasu Azije, od Izraela in Turčije do Japonske in Kamčatke. Kasneje je bila zanešena tudi na Novo Zelandijo, Tasmanijo, Kanado in severni del Združenih držav Amerike.

## Opis
Prava lakota iz podzemnega dela navadno požene več kratkodlakavih stebel, ki so olistana z ozko črtalastimi, od 1 do 2 mm širokimi ter 1 do 3 cm dolgimi listi z uvihanim robom in ostnato konico. Listi so temno zelene barve, spodaj dlakavi, na stebla pa so nameščeni vretenasto. V vsakem vretenu je od 6 do 12 listov. Na vrhu stebla so v socvetje zbrani številni živo rumeni cvetovi s štirimi venčnimi listi in močnim medenim vonjem, s premerom med 2 in 3 mm. Stranske vejice socvetja so daljše od stebelnih členkov.. V višino rastlina doseže med 20 in 120 cm, cveti pa med junijem in septembrom. Pravo lakoto pogosto zamenjujejo s podobno  dišečo lakoto (Galium odoratum), ki se pogosto uporablja v kulinariki.

## Razširjenost in uporabnost
Prava lakota je razširjena skoraj po celi Evropi, pa tudi po Severni Afriki in v zmernem pasu Azije, od Izraela in Turčije do Japonske in Kamčatke. Kasneje je bila zanešena tudi na Novo Zelandijo, Tasmanijo, Kanado in severni del Združenih držav Amerike. V Sloveniji uspeva na njivah, suhih travnikih in po svetlih gozdovih. Najbolje uspeva v dobro odcedni ilovici, v sončnih in polsenčnih legah. V preteklosti so s pravo lakoto polnili žimnice, saj rastlina vsebuje kumarin, katerega vonj odvrača bolhe. 
Prevretki iz cele rastline se uporabljajo za sirjenje mleka in obarvanje sira. Živo rumeni cvetovi lakote dajo siru zlato barvo. Tovrstna uporaba prave lakote je najbolj značilna pri pridelavi angleškega sira double Gloucester. Iz cvetov se poleg tega lahko pridobiva rumeno barvo iz korenine in spodnjih delov stebla pa rdečo.
Na Danskem, kjer se rastlina imenuje gul snerre, se prava lakota namaka v žganju, s čimer se pridobiva tradicionalno močno pijačo, imenovano bjæsk.
V tradicionalni medicini so čaj iz prave lakote uporabljali za čiščenje ledvic, jeter, trebušne slinavke in vranice ter pri slabokrvnosti, vodenici in pri zbadanju ob strani, ki se pojavi ob hitrem teku. Čaj so dajali bolnikom s katarjem mehurja, ledvičnimi kamni in pri bolečem uriniranju, pa tudi pri zdravljenju vnetega jezika. Pri kožnih obolenjih, ranah, turih in ogrcih so se prav tako uporabljali prevretki prave lakote, lahko pa so na rane, ki so se slabo celile, nanašali tudi sok rastline. Poleg tega so iz rastline pripravljali mazila, ki so se uporabljala za zdravljenje ran in raznih kožnih obolenj.

## Mitologija
V nordijski mitologiji so verjeli, da boginja poročenih žensk, Frigg, pomagala ženskam pri porodih. Skandinavci so za lajšanje porodnih bolečin uporabljali pravo lakoto, zaradi česar je tam dobila ime »friggina trava«.
V romunski folklori se prava lakota imenuje sânziana in je povezana s kresnimi vilami in kresovanjem.
V keltski mitologiji je junak Cú Chulainn, ki je med bojem trpel za besnilom, za pomiritev pil čaj iz prave lakote, ki se v škotski gelščini imenuje Lus Chù Chulainn.

## Podvrste
Maja 2014 so bile priznane štiri podvrste prave lakote:
- Galium verum subsp. asiaticum (Nakai) T.Yamaz - Kitajska, Koreja, Japonska, ruski daljnji vzhod
- Galium verum subsp. glabrescens Ehrend. - Iran, Irak, Turčija, Sirija
- Galium verum subsp. verum - po večini habitata
- Galium verum subsp. wirtgenii (F.W.Schultz) Oborny - Srednja in vzhodna Evropa in zahodna Sibirija